# FK Banat Zrenjanin
Maillots
Le Fudbalski Klub Banat Zrenjanin (en serbe : Фудбалски Клуб Банат Зрењанин), plus couramment abrégé en Banat Zrenjanin, est un ancien club serbe de football fondé en 2006 puis disparu en 2016, et basé dans la ville de Zrenjanin.

## Historique
- 2006 : fondation du club par fusion du Buducnost Banacki Dvor et du Proleter Zrenjanin.

## Bilan par saison
| Saison    | Championnat  | Championnat | Championnat | Championnat | Championnat | Championnat | Championnat | Championnat | Championnat | Championnat | Coupe de Serbie     |
| Saison    | Division     | Pos         | Pts         | J           | V           | N           | D           | BP          | BC          | Diff        | Coupe de Serbie     |
| --------- | ------------ | ----------- | ----------- | ----------- | ----------- | ----------- | ----------- | ----------- | ----------- | ----------- | ------------------- |
| 2006-2007 | 1re          | 9e          | 42          | 32          | 12          | 6           | 14          | 36          | 44          | -8          | Demi-finales        |
| 2007-2008 | 1re          | 11e         | 28          | 33          | 6           | 10          | 17          | 34          | 57          | -23         | Quarts de finale    |
| 2008-2009 | 1re          | 12e         | 31          | 33          | 7           | 10          | 16          | 21          | 40          | -19         | Demi-finales        |
| 2009-2010 | 2e           | 10e         | 45          | 34          | 11          | 12          | 11          | 31          | 28          | +3          | Huitièmes de finale |
| 2010-2011 | 2e           | 4e          | 56          | 34          | 15          | 11          | 8           | 41          | 31          | +10         | Tour préliminaire   |
| 2011-2012 | 2e           | 14e         | 41          | 34          | 9           | 14          | 11          | 35          | 41          | -6          | Huitièmes de finale |
| 2012-2013 | 2e           | 15e         | 35          | 34          | 9           | 8           | 17          | 30          | 47          | -17         | Tour préliminaire   |
| 2013-2014 | 3e Voïvodine | 9e          | 37          | 30          | 10          | 7           | 13          | 27          | 30          | -3          | Seizièmes de finale |
| 2014-2015 | 3e Voïvodine | 11e         | 36          | 30          | 8           | 12          | 10          | 30          | 29          | +1          | —                   |
| 2015-2016 | 3e Voïvodine | 15e         | 21          | 30          | 6           | 9           | 15          | 19          | 36          | -17         | —                   |

Légende
- Promotion en division supérieure.
- Relégation en division inférieure.

## Personnalités du club

### Entraîneurs du club
| - Nikola Rakojević (2006 - 2007) - Petar Kurćubić (2007) - Žarko Soldo (2007 - 2008) - Ljubinko Drulović (2008) - Vladimir Stević (2008) - Saša Nikolić (2008) | - Momčilo Raičević (2008 - 2009) - Žarko Soldo (2009) - Slavenko Kuzeljević (2009 - 2010) - Milan Budisavljević (2011) - Danilo Bjelica (2011) - Milan Budisavljević (2011) | - Radivoje Drašković (2011 - 2012) - Miodrag Radanović (2012) - Zoran Janković (2012) - Dragan Lacmanović (2013) - Jovo Simanić (2013) - Marko Guteša (2014 - 2016) |

### Anciens joueurs du club
| - / Marko Baša - Igor Matić | - Zoran Tošić - Ilija Ivić |